# Château Haut-Batailley
Koordinaten: 45° 10′ 23,9″ N, 0° 46′ 15,1″ W
Das Château Haut-Batailley ist ein bekanntes Weingut von Bordeaux. Seit der Klassifikation von 1855 ist das Weingut als Cinquième Grand Cru Classé eingestuft, fünfte Stufe der Klassifikation.

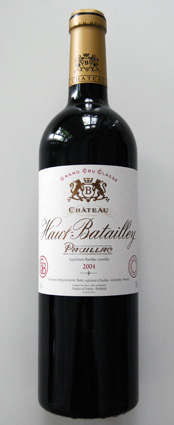
Château Haut-Batailley 2004

Das Gut liegt im Süden von Pauillac, es ist mit etwa 22 ha mittelgroß. 65 % der Fläche ist mit Cabernet Sauvignon, 25 % mit Merlot und 10 % mit Cabernet Franc bestockt. Der Wein reift je nach Jahrgang 16 bis 20 Monate in Barriquefässern, die jährlich zu rund 40 % erneuert werden. Das Gut erzeugt in mittleren Jahren ungefähr 110.000 Flaschen Wein.
Alle Weine seit 1994 liegen bei den Weinbewertungen mindestens im sehr guten Bereich von 86 oder mehr Parker-Punkten. Château Haut-Batailley wird vom Önologen Jacques Boissenot sowie dessen Sohn Eric begleitet und beraten.
Im Vergleich zu vielen anderen Weinen aus Pauillac wird dem Wein von Château Haut-Batailley ein etwas sanfterer Charakter mit mehr Finesse zugesprochen. Daher erreichen diese Weine ihre Trinkreife oftmals ein wenig früher.

## Geschichte
Die gemeinsamen Ursprünge von Château Batailley und Château Haut-Batailley sind ungewiss, und somit gibt es um den Namen mehrere Vermutungen. Die Nähe des Namens zum französischen Wort bataille (Schlacht) nährt die plausible These, dass die Nutzfläche des Château zum Verteidigungsring von Bordeaux während des Hundertjährigen Kriegs gehörte. Von diversen Weingütern der Region wie zum Beispiel dem nahe gelegenen Château Latour ist eine entsprechende Nutzung bekannt. Eine alternative Erklärung spricht von einem Winzer oder Händler namens Batailley, der eine Rolle in der Geschichte des Guts spielte.
Im 18. Jahrhundert finden sich schriftliche Erwähnungen zum Weingut. Château Batailley gehörte damals der Familie Saint-Martin. Zum Ende des Jahrhunderts ging der Besitz durch Erbteilung an die drei Kinder der Familie über. Die beiden Töchter Marianne und Marthe Saint-Martin verkauften ihren Anteil im Jahr 1791 an Jean-Guillaume Pécholier. Als Pécholier im Jahr 1816 starb, ging ein großer Teil des Gutes bei einem öffentlichen Verkauf an Daniel Guestier vom Handelshaus Barton & Guestier (siehe auch die Geschichte von Château Léoville-Barton). Es ist überliefert, dass Admiral Jaques de Bédout nach seiner Dienstfreistellung bis zu seinem Tod im Jahr 1818 auf Château Batailley lebte.
Guestier kaufte im Laufe der Zeit kleinere Parzellen hinzu und investierte in die Nutzflächen, in den Weinkeller sowie in das Wohnhaus. Als er im Jahr 1847 starb, hatte das Gut bereits einen guten Ruf, und der Grundstein für das gute Abschneiden bei der Klassifikation von 1855 war gelegt.